# 20 Canum Venaticorum
20 Canum Venaticorum este o stea din constelația Câinilor de Vânătoare.